# Poensgen-Haus (Schleiden-Gemünd)

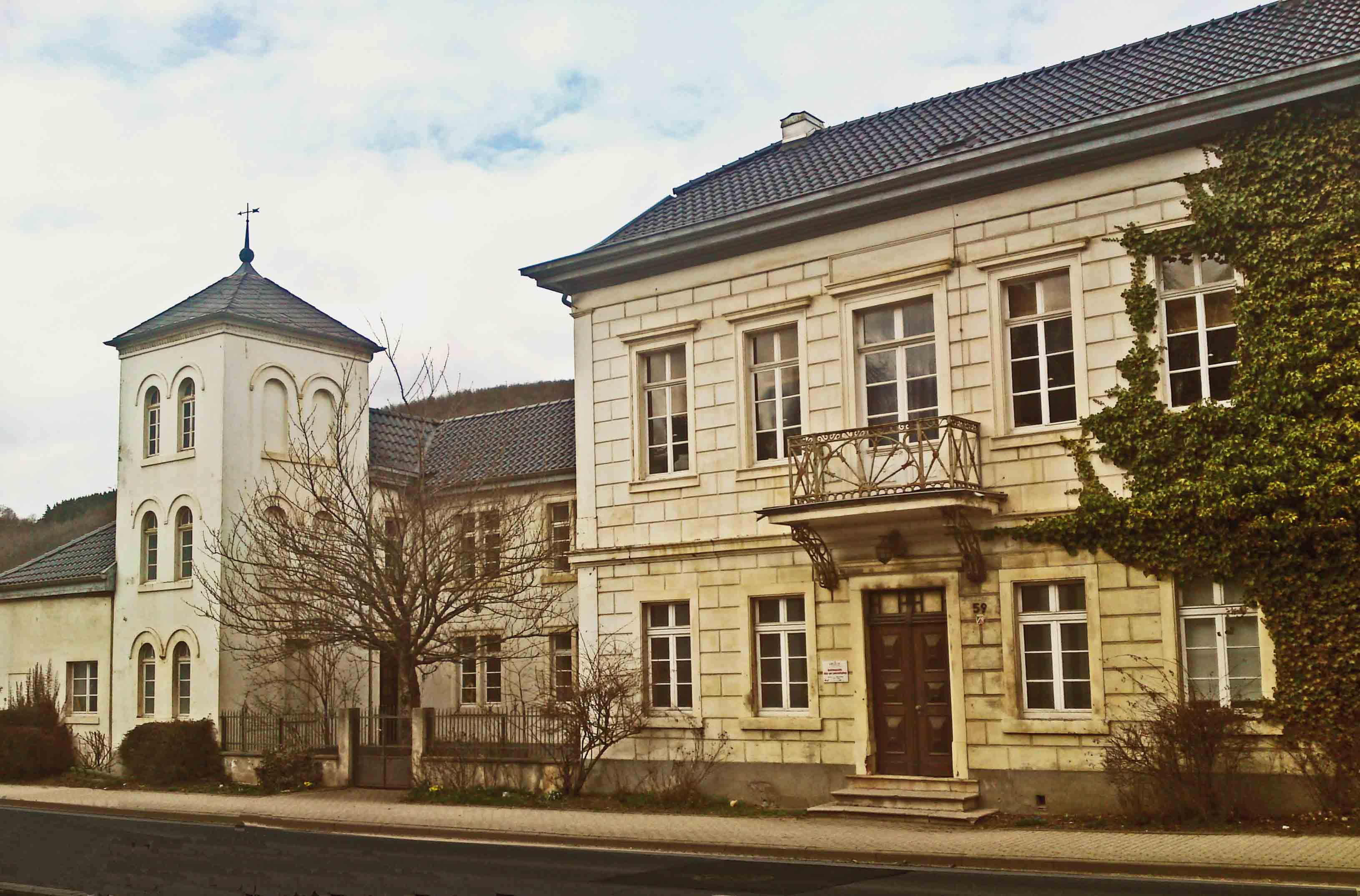
Poensgen-Haus (2010)

Das Poensgen-Haus an der Kölner Straße 57–59 in Schleiden-Gemünd im Kreis Euskirchen ist ein denkmalgeschütztes Gebäude in Deutschland. Es wurde in der 1. Hälfte des 19. Jahrhunderts von einer Gemünder Fabrikantenfamilie erbaut. Nach der weitgehenden Zerstörung der Ortschaft Gemünd im Zweiten Weltkrieg ist dieses Fabrikantenhaus als eines der wenigen erhaltenen historischen Bauwerke von besonderer kunstgeschichtlicher und ortshistorischer Bedeutung.

## Zur Baugeschichte
Die im ehemaligen Ortsteil Mauel gelegene, verputzte Gebäudegruppe in klassizistischen Formen weist einen dreigeschossigen Turm, zurückspringende Zwischentrakte und ein zweigeschossiges Wohnhaus unter Krüppelwalmdach auf. Der Gebäudekomplex wurde durch einen Vorgarten ergänzt, der von einem gusseisernen Zaun zur Straße abgetrennt war. Darin befand sich eine Gaslaterne, die durch eine private Gasbereitungsanlage betrieben wurde, die Albert Poensgen zur Beleuchtung seines Wohnhauses und der gegenüber liegenden Röhrenfabrik installieren ließ. Vorgarten, Zaun und Beleuchtung wurden im Zuge einer Straßenverbreiterung beseitigt.
In der Forschung ist umstritten, ob der Bau 1847 neu errichtet oder ein älteres Wohnhaus in zeittypischen Formen vollständig umgebaut wurde. Nach dem Gemünder Historiker Wilhelm Günther wurde das Wohnhaus 1841 vom Papierfabrikanten Schoeller errichtet. Nach Darstellung des Poensgen-Biographen Lutz Hatzfeld erbaute der Gemünder Röhrenfabrikant Albert Poensgen (1818–1880) das Haus im Jahre 1847. Es weist in Typus und Stil die Handschrift des Kommunalbaumeisters Christian Wilhelm Ulrich auf, der zahlreiche Bauten in Schleiden und Gemünd für die Familie Poensgen errichtete.